# تريفور كامبل
تريفور كامبل (بالإنجليزية: Trevor Campbell) هو عداء سريع جامايكي، ولد في 24 يوليو 1954.

## وصلات خارجية
- تريفور كامبل على موقع أوليمبيديا (الإنجليزية)
- تريفور كامبل على موقع اتحاد ألعاب الكومنولث (مؤرشف) (الإنجليزية)